# Muztagata
Il Muztagata (o Muztagh Ata; in uiguro مۇز تاغ ئاتا, Музтағ Ата; in cinese: 慕士塔格峰; in pinyin: Mùshìtǎgé Fēng; in tagiko: музтагата) è la seconda vetta più alta del Pamir (o del Kunlun, come indicano altre fonti). Il nome deriva dall'uiguro e significa padre delle montagne ghiacciate. 
Si trova a sud del Kungur Tagh, la vetta più alta della cresta dei monti Muztagata, noti anche come monti Kashgar. A nord-est di questo sistema montuoso si trovano il bacino del Tarim e il deserto del Taklamakan. Tra le cime si trova il lago Karakul, vicino al quale passa la strada del Karakorum. La città più vicina è Tashkurgan (la città cinese più occidentale).

## Altitudine
Ufficialmente si ritiene che il Muztagata sia alto 7 546 metri s.l.m., ma i moderni sistemi GPS indicano che la misura debba essere ridotta. Alcune fonti indicano l'altezza in 7509 m. Dalla cupola di ghiaccio del Muztagata discendono 16 ghiacciai. Il più grande di essi, situato sul versante orientale, ha una lunghezza di 21 km.

## Ascensioni
È la vetta più facile da scalare tra quelle oltre 7 000 metri, grazie al fianco occidentale che scende dolcemente fino a valle. In ogni caso, prima della conquista della vetta operata da E.A. Beletskiy e la sua spedizione di cinesi e sovietici nel 1956, la scalata è stata tentata quattro volte: nel 1894 (da Sven Hedin), nel 1900, nel 1904 e nel 1947 (da Eric Shipton e Bill Tilman). Nel 1980 Ned Gillette riuscì nell'impresa di salire in vetta con gli sci.
I primi italiani che ne conquistarono la cima furono: Lucia Boggio Marzet, Maria Teresa Bonetti Gaiotto e Margherita Solari Pastine in una spedizione escursionistica italo-francese organizzata nell'agosto 1984 da Beppe Tenti, mentre nell'agosto 1985 da Eugenio Martinotti e Alfredo Bonaiti in una spedizione di scialpinismo con due francesi e uno spagnolo.